# Белл, Питер Хансборо
Питер Хансборо Белл (англ. Peter Hansborough Bell; 11 мая 1810, округ Калпепер, Виргиния — 8 марта 1898, Литлтон, Северная Каролина) — 3-й губернатор штата Техас, член демократической партии.

## Биография

### Ранние годы и военная служба
Питер Хансборо Белл родился 11 марта 1810 года в округе Калпепер, штат Виргиния. Он получил образование в штатах Виргиния и Мэриленд, после чего переехал в Техас.
К марту 1836 года Белл служил в Техасской армии под началом генерала Сэма Хьюстона и принял участие в битве при Сан-Хасинто. Его военная служба была отмечена и генерал Хьюстон назначил Белла генерал-адъютантом штата. В 1839 году Белл был назначен генерал-инспектором армии Республики Техас.
В 1845 году Белл был назначен капитаном техасских рейнджеров. Получив в управление район Корпус-Кристи, он защищал от преступников основной торговый путь между Техасом и Мексикой. После начала американо-мексиканской войны Белл был произведён в подполковники и переведён во 2-й техасский добровольческий конный полк. Он особо отличился во время сражения при Буэна-Висте. После войны Белл вернулся к службе в техасских рейнджерах на западной границе.

### Губернатор штата Техас
Во время губернаторских выборов 1849 года Белл выступал за укрепление границ штата и поддерживал территориальные претензии Техаса к Нью-Мексико. Он призвал выделить дополнительные средства для истребления коренного американского населения и отправки войск в Санта-Фе в поддержку требований Техаса в округе Санта-Фе. Эти позиции помогли Беллу победить действующего губернатора Джорджа Вуда (10 319 против 8754 голосов соответственно).
Вскоре после инаугурации Белла в декабре 1849 года, легислатура Техаса создала три новых округа из южной части округа Санта-Фе. Губернатор послал Роберта Нейборса осуществлять надзор за организацией новых округов. Жители созданных округов враждебно отнеслись к нововведениям и приняли собственную конституцию. После доклада Нейборса, Белл, чтобы решить возникшие проблемы, в июне 1850 года созвал специальную сессию легислатуры штата. Вопрос был урегулирован через несколько месяцев принятием «Компромисса 1850 года», который Белл подписал 25 ноября 1850 года, после одобрения документа легислатурой.
В 1851 году, благодаря своей агрессивной политике, Белл был переизбран на должность губернатора. Основной его деятельностью во время второго срока стала выплата государственного долга Техаса и урегулирование земельных споров между колониальными агентами (так называемыми «эмпресарио») и поселенцами. Белл ушёл в отставку до окончания срока полномочий, чтобы занять место в Конгрессе США.

### Дальнейшая жизнь
Начиная с 1853 года, Белл на протяжении двух сроков представлял Техас в Палате представителей США. В это время он подружился с военным министром США Джефферсоном Дэвисом. Кроме того, он познакомился и женился на Элле Ривз Итон из Северной Каролины. После свадьбы, состоявшейся 3 марта 1857 года, Белл с женой поселились в Литлтоне, Северная Каролина, и он больше никогда не возвращался в Техас.
Когда началась гражданская война, Белл организовал и на собственные средства оснастил полк, в котором затем служил полковником. В результате войны Белл лишился всех средств и жил в бедности. Узнав об этом, легислатура Техаса назначила ему ежегодную пенсию в размере 150 долларов и выделила 1280 акров (5,2 км²) земли. Белл умер в Литлтоне 11 марта 1898 года. В 1929 году его останки были с почестями перезахоронены в Остине, штат Техас.
В честь губернатора Белла получил своё название округ Белл в Техасе.